# Клевезаль, Фёдор Фёдорович
Фёдор Фёдорович Клевезаль (нем. Theodor Christian von Klevesahl; 1812, Виндава — 1875, Санкт-Петербург) — врач, доктор медицины и хирургии, один из зачинателей предмета физической культуры в гимназиях, директор гимнастического заведения в Санкт-Петербурге и главный наблюдатель за гимнастическими упражнениями в санкт-петербургских институтах ведомства императрицы Марии.

## Биография
Представитель курляндской ветви рода Клевезалей, Теодор Кристиан фон Клевезаль родился в Виндаве. По приезде в Санкт-Петербург, где он стал именоваться Феодором Федоровичем, молодой человек выбрал своим призванием медицину и закончил Императорскую Медико-Хирургическую Академию. Сделав блестящую карьеру, он вошёл в историю как пропагандист и преподаватель физической культуры в Смольном институте благородных девиц, в Воспитательном доме и других заведениях ведомства Марии Фёдоровны. Ф. Ф. Клевезаль похоронен на Смоленском лютеранском кладбище Санкт-Петербурга.

## Научные взгляды на физкультуру
Клевезаль одним из первых стал уделять большое внимание закаливению, играм на свежем воздухе и гимнастике. В Сиротском институте даже был открыт класс для подготовки преподавательниц физкультуры и танцев, называвшийся «классом каллистении». Благодаря стараниям Клевезаля физкультура не только стала обязательным предметом обучения, но также появлились первые квалифицированные учительницы гимнастики и танцев. В 1867 году доктором Клевезалем был написан первый учебник-руководство для женских учебных заведений «Гимнастика для девиц в применении к различным возрастам для общественного и домашнего воспитания», которое было введено для руководства в С.-Петербургские институты ведомства Императрицы Марии в 1869 году. Это сочинение выдержало несколько изданий и было переведено на французский и немецкий языки. Кроме того Клевезаль много внимания уделял вопросам правильной осанки во время занятий за партой, что нашло отражение в капитальном труде «Об устранении неправильного держания тела при занятиях в школе», который можно найти в РГБ.